# Antti Kalliomäki
Antti Tapani Kalliomäki (ur. 8 stycznia 1947 w Siikainen) – fiński polityk i sportowiec (lekkoatleta). Specjalista w skoku o tyczce, medalista olimpijski. Od 1983 do 2011 deputowany do Eduskunty, minister w kilku rządach.

## Życiorys

### Kariera sportowa
W 1966 zdobył złoty medal rozegranych w Odessie europejskich igrzysk juniorów. Największe sukcesy sportowe odnosił w latach 70. W 1976 w skoku o tyczce na igrzyskach olimpijskich w Montrealu wywalczył srebrny medal. Brał także udział w igrzyskach w Monachium (1972) i Moskwie (1980). W 1978 został wicemistrzem Europy. Pięciokrotnie zdobywał medale na halowych mistrzostwach Europy: złoto w 1975, srebro w 1974, 1976 i 1977, a także brąz w 1972. Z powodzeniem reprezentował Finlandię w zawodach Pucharu Europy (m.in. 1. miejsce w finale A w 1973 oraz 2. lokaty w finale A w 1975 i 1977). 37 razy startował w seniorskich meczach międzypaństwowych, odnosząc w nich 21 zwycięstw indywidualnych. Czternastokrotnie zdobywał złote medale mistrzostw kraju, wielokrotnie ustanawiał rekordy Finlandii. Swój rekord życiowy (5,66 m) ustanowił pod koniec kariery sportowej w 1980.

### Działalność zawodowa i polityczna
W 1972 uzyskał wykształcenie w zawodzie nauczyciela wychowania fizycznego, w którym pracował od 1973 do 1991 w szkołach podstawowych i średnich. W latach 1981–1983 był menedżerem projektów w krajowym związku lekkoatletycznym, przez rok pełnił też funkcję sekretarza premiera.
W 1983 po raz pierwszy uzyskał mandat deputowanego do Eduskunty z ramienia Socjaldemokratycznej Partii Finlandii. W fińskim parlamencie zasiadał nieprzerwanie od tego czasu do 2011, uzyskując w 1987, 1991, 1995, 1999, 2003 i 2007 reelekcję z okręgu Uusimaa. Od kwietnia 1995 do kwietnia 1999 sprawował urząd ministra handlu i przemysłu w pierwszym rządzie Paava Lipponena. W skład rady ministrów powołano go ponownie w kwietniu 2003, był ministrem finansów oraz wicepremierem w gabinetach Anneli Jäätteenmäki i Mattiego Vanhanena. We wrześniu 2005 przeszedł na stanowisko ministra edukacji, które zajmował do kwietnia 2007.